# Рефрижераторне судно

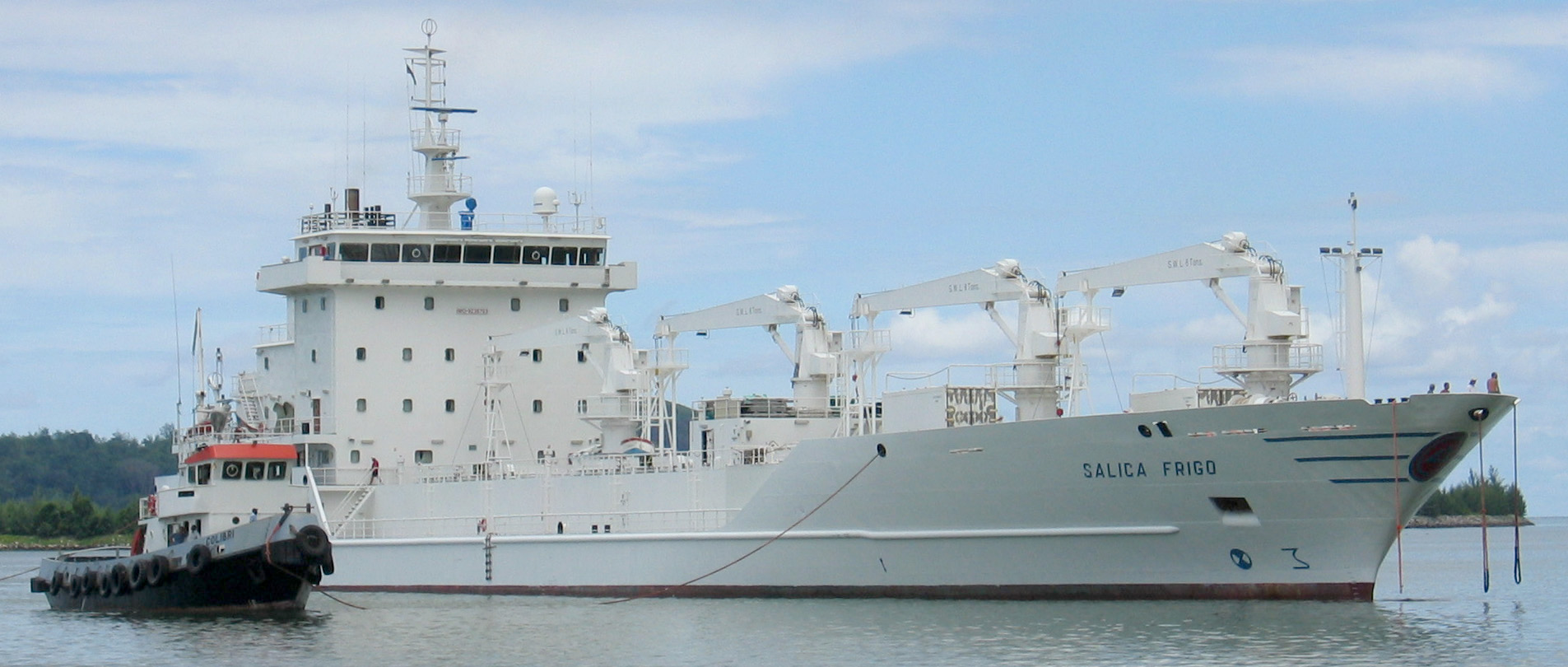
MV Salica Frigo

Рефрижераторне судно — вантажне судно спеціальної побудови, яке обладнане холодильними установками для перевезення вантажів, що швидко псуються. Залежно від температурних режимів вантажних приміщень, рефрижераторні судна поділяються на низькотемпературні, призначені для перевезення заморожених вантажів, універсальні — для перевезення будь-якого вантажу, а також фруктовози — судна з посиленою вентиляцією приміщень, пристосовані для перевезення плодів. Рефрижераторні судна зазвичай багатопалубні, з невеликою (2,3—2,5) висотою міжпалубних просторів і невеликими за розмірами люками для зменшення втрат холоду під час вантажних операцій. Вантажні пристрої стрілові, рідше кранові. Всі вантажні приміщення мають теплоізоляцію.
Рефрижераторний трюм — вантажне приміщення на судні, що дозволяє перевозити вантажі, які вимагають за умовами перевезення зберігання при певних температурних та вентиляційних режимах. З цією метою рефрижераторний трюм обладнується теплоізоляцією, системою вентиляції і холодильною установкою, а кришка трюму робиться порівняно невеликою — щоб зменшити втрату тепла.